# René Ghil
René François Ghilbert, dit René Ghil, né le 27 septembre 1862 à Tourcoing et mort le 15 septembre 1925 à Niort, est un poète français, s'inscrivant d'abord dans la trajectoire de Stéphane Mallarmé, puis développant une théorie poético-linguistique avant-gardiste qui influença, entre autres, Émile Verhaeren, certains poètes de l'"Abbaye de Créteil" ou, plus tard encore, jusqu'à des lettristes et des poètes sonores. 

## Biographie
Né René François Ghilbert, il arrive à Paris en 1870 et entre au lycée Fontanes, où il a pour condisciples Rodolphe Darzens, Pierre Quillard, Stuart Merrill, André-Ferdinand Hérold, André Fontainas, et le futur Éphraïm Mikhaël, qui forment une bande d'amis désignée plus tard comme le « groupe de Fontanes ».
Son premier ouvrage paraît en janvier 1885 à Paris chez Frinzine : c'est un recueil de « poèmes en essai » intitulés Légendes d'Âmes et de Sangs, dédié à Émile Zola et Stéphane Mallarmé. Ce dernier, mais aussi Joris-Karl Huysmans, le salue et l'invite à assister aux « mardis » de la rue de Rome, réunion de poètes et d'écrivains proches de Mallarmé, dont Ghil devient un assidu.
En 1886, Ghil publie, d'abord dans La Pléiade dirigée par Rodolphe Darzens, puis chez Giraud, son Traité du Verbe : c'est un premier état qui, précédé d'un « avant-dire » signé Mallarmé, contribue à lui donner une précoce notoriété, partagée entre indignation, indifférence et admiration. D'autres versions, dûment remaniées, devaient suivre, chez Alcan-Lévy (1887), puis chez Deman (Bruxelles, 1888)... mais, cette fois, sans l'"avant-dire". 
En 1888 en effet, Ghil rompt avec Mallarmé, la plupart des symbolistes et même Paul Verlaine, rejetant à la fois une forme de poésie égotiste et tout ce qui s'y rattache à l'idéalisme, auquel il oppose un matérialisme quelque peu mystique. C'est qu'entre-temps, il a fondé les Écrits pour l'art, associé au critique musical Gaston Dubedat, et à Stuart Merrill, Francis Viélé-Griffin, Henri de Régnier, Émile Verhaeren. Avec cette revue, il s'oppose fermement aux symbolistes qu'il juge décadents puis morts, et notamment à Jean Moréas, rencontrant en chemin l'opposition de La Revue indépendante alors dirigée par Édouard Dujardin. Les Écrits pour l'art deviennent l'organe d'un groupe appelé « instrumentiste-verbale », de « Poésie scientifique » ou « Philosophique-instrumentiste » (tels sont ses termes) ou qu'il qualifie parfois de « symboliste et instrumentiste ». Entre juin 1887 et juin 1888, Ghil suspend les Écrits pour l'art et devient rédacteur à La Wallonie, invité par Albert Mockel. 
Selon Jean-Pierre Bobillot, il développe au fil des années une théorie scientifique de la poésie qui lui est propre, puisant d'abord dans Jean-Jacques Rousseau et sa théorie du langage originel, qui le pousse à rechercher une primitivité perdue à travers une élaboration formalisée à l'extrême, tout en travaillant sur les avancées de son temps en termes d’acoustique expérimentale développées par Hermann von Helmholtz dans son essai Théorie physiologique de la musique (1868) : Ghil attend du poète que, désormais, il pense « par les mots-musique d’une langue-musique », conformément au "caractère originel de la parole", ainsi retrouvé. Ce programme, très ambitieux, se conforte aussi bien des avancées du phonographe, que des travaux sur la couleur de peintres comme Georges Seurat, mais surtout, d'un point de vue plus global, de l'évolutionnisme de Charles Darwin et de la récente introduction en France du bouddhisme. 
Après un nouvel arrêt des Écrits pour l'art en 1892, Ghil tente de lancer une nouvelle revue, L'Idée évolutive avec Marcel Batilliat, Gaston et Jules Couturat, Emmanuel Delbousquet, Pierre Devoluy. Mais il ne va pas tarder à se retrouver de plus en plus isolé. 
Il poursuivit son œuvre relativement en solitaire, proche néanmoins autour de 1900 de certains milieux anarcho-syndicalistes, encourageant les débuts d'un auteur comme Charles-Louis Philippe. En 1902, il publie Le Pantoun des pantoun.
Il collabore aux revues russes Vesy (La Balance), de 1904 à 1908, et Apollon, en 1910. Entre-temps, Jean Royère relance les Écrits pour l'art (mars 1905 - février 1906) avec, parmi les contributeurs, Laurence Jerrold et Marinetti. En décembre 1913, quelques jours avant Apollinaire, il enregistra aux « Archives de la parole » son Chant dans l'Espace qui contient ce vers résumant toute sa conception du monde et de la poésie : « Ma pensée est le monde en émoi de soi-même. »
En 1923, il publie Les dates et les œuvres, symbolisme et poésie scientifique, grand ouvrage rétrospectif à forte teneur polémique et autojustificatrice, mais éloigné de toute tentation autobiographique (qu'il condamne comme "égotiste"), qui tente de resituer la singularité de sa pensée et de son "vouloir", et de préciser son apport quant aux avant-gardes du début du XXe siècle.
Le statuaire Philippe Besnard exécuta son buste.
Il est inhumé au Cimetière Saint-Pierre à Melle (79), avec son épouse Alice, décédée en 1936. Elle avait fondé, au décès de son époux, le groupe littéraire des " Amis de René Ghil ".

## Œuvre

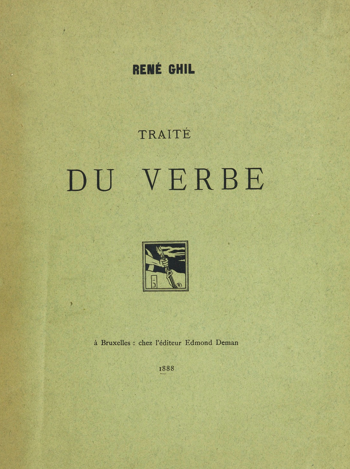
Couverture du Traité du verbe : édition Deman publiée à Bruxelles en 1888.

L'œuvre poétique de René Ghil débuta en 1885 par le recueil Légende d'Âmes et de Sangs :
Vie, et ride des eaux, depuis que hors l'amère
Navrure de ses Yeux son âme ne sourd plus,
De ses Yeux inlassés la Vieille aux os de pierre
Morne et roide regarde : et sa voix de prière
Très aigre, égrène au soir les avés des élus.
Elle se poursuivit, tout le reste de sa vie, sous forme de petits volumes successifs, et de livres qui en reprenaient le contenu plus ou moins remanié, sous le titre général d'Œuvre ; mais si les deux premières parties : Dire du Mieux et Dire des Sangs furent achevées, on ne connaît que trois fragments de la troisième : Dire de la Loi...
Poète ambitieux, soucieux de donner une assise philosophique et scientifique à son engagement poétique, René Ghil publia d'abord le Traité du verbe en 1886, avec un « avant-dire » de Stéphane Mallarmé qui contient une citation devenue fort célèbre : « Je dis : une fleur ! et, hors de l'oubli où ma voix relègue aucun contour, en tant que quelque chose d'autre que les calices sus, musicalement se lève, idée rieuse ou altière, l'absente de tous bouquets. ». Mais il s'éloigna très vite de ce premier stade de sa pensée, comme on le voit dès En Méthode à l'Œuvre (1904) et plus encore avec De la poésie scientifique (1909). Ses théories d'« instrumentation verbale » eurent une influence aussi durable que souterraine sur les futuristes russes (via ses contributions à Vesy et la présentation de ses théories par Valery Brioussov) et italiens (via, surtout, Russolo), sur Breton et Aragon, sur Jean-Louis Brau et François Dufrêne, dissidents du lettrisme d'Isidore Isou, voire – avec de tout autres perspectives théoriques – sur Jacques Jouet, membre de l'Oulipo, qui réédita (et préfaça) Le Pantoun des Pantoun.

## Ouvrages
Éditions contemporaines de l'auteur
- Légende d'Âmes et de Sangs, Paris, L. Frinzine, 1885.
- Traité du Verbe, avec « Avant-dire » de Stéphane Mallarmé, Paris, Giraud, 1886.
- Légendes de Rêve et de Sang, Livre II : Le Geste ingénu, Paris, L. Vanier, 1887.
- Le Pantoun des Pantoun, Poème Javanais, Paris et Batavia, 1902. (Édition originale reproduite à l'identique avec préface de Jacques Jouet, dans son ouvrage, Échelle et Papillons : le Pantoum, Les Belles Lettres, 1998 (ISBN 2-251-49008-6). Texte sur Gallica.)
- En Méthode à l'Œuvre, Paris, 1891; puis, édition nouvelle et revue, ibid., Messein, 1904.
- De la Poésie Scientifique, Paris, Gastein-Serge, 1909.
- La Tradition de Poésie-Scientifique, Paris, Société littéraire de France, 1920.
- Les Dates et les Œuvres. Symbolisme et Poésie scientifique, Paris, G. Crès, 1923.

Recueil
- Œuvre, Paris, Mercure de France - E. Figuière, 1889-1926, 9 tomes en 14 volumes, comprenant : Dire du Mieux ; Le Meilleur Devenir ; Le Geste ingénu ; La Preuve égoïste ; Le Vœu de vivre ; L'Ordre altruiste ; Dire des Sangs ; Le Pas humain ; Le Toit des Hommes ; Les Images du Monde ; Les Images de l'Homme.

Rééditions
- Légende d'Âmes et de Sangs, Plein Chant, 1995 (ISBN 978-2854521337).
- Le Vœu de Vivre & autres poèmes choisis et présentés par Jean-Pierre Bobillot, avec CD (comprenant la lecture de "Chant dans l'Espace" par Ghil en 1913), Presses Universitaires de Rennes, 2004  (ISBN 978-2868479792).
- De la Poésie Scientifique & autres écrits, texte intégral & textes choisis, présentés et annotés par Jean-Pierre Bobillot, Ellug (Université Stendhal Grenoble III / UGA), 2008  (ISBN 978-2843101151).
- Chant dans l'espace & Poèmes séparés, La Termitière, 2012  (ISBN 978-2914343190).
- Les Dates et les Œuvres. Symbolisme et Poésie scientifique, texte établi, présenté et annoté par Jean-Pierre Bobillot, Ellug (Université Stendhal Grenoble III / UGA), 2012.
- La Preuve égoïste suivi de Le Meilleur Devenir, préface de Camille Sova, éd. Poétisthme, 2021 https://poetisthme.cargo.site/ .